# レックロー (テキサス州)
レックロー（英語: Reklaw）は、アメリカ合衆国テキサス州のチェロキー郡にある都市。人口は332人（2020年国勢調査）。市域の一部はラスク郡に入っている。国道84号線とテキサス州道204号線の交差点に位置している。

## 歴史
最初に人が定住したのはテキサス共和国時代だが、1902年にこの地域にテキサス・アンド・ニューオーリンズ鉄道が建設されるまで集落は形成されなかった。マーガレット・L・ウォーカー（Margaret L. Walker）は自身が所有する土地を町の設立のために寄付した。住民は敬意を表し、町の名前にウォーカーと名付けようとしたが、既に同名の都市が存在したため、「Walker」を逆から読んだ「Reklaw」と名付けた。
町は1968年に法人化された。

## 地理
アメリカ合衆国国勢調査局によると、2023年の総面積は2.947平方マイル (7.63 km2)で、そのうち陸地は2.942平方マイル (7.62 km2)、水域は0.005平方マイル (0.013 km2)、割合は0.17パーセントである。
市の大部分はチェロキー郡にあり、ごく一部がラスク郡に広がっている。

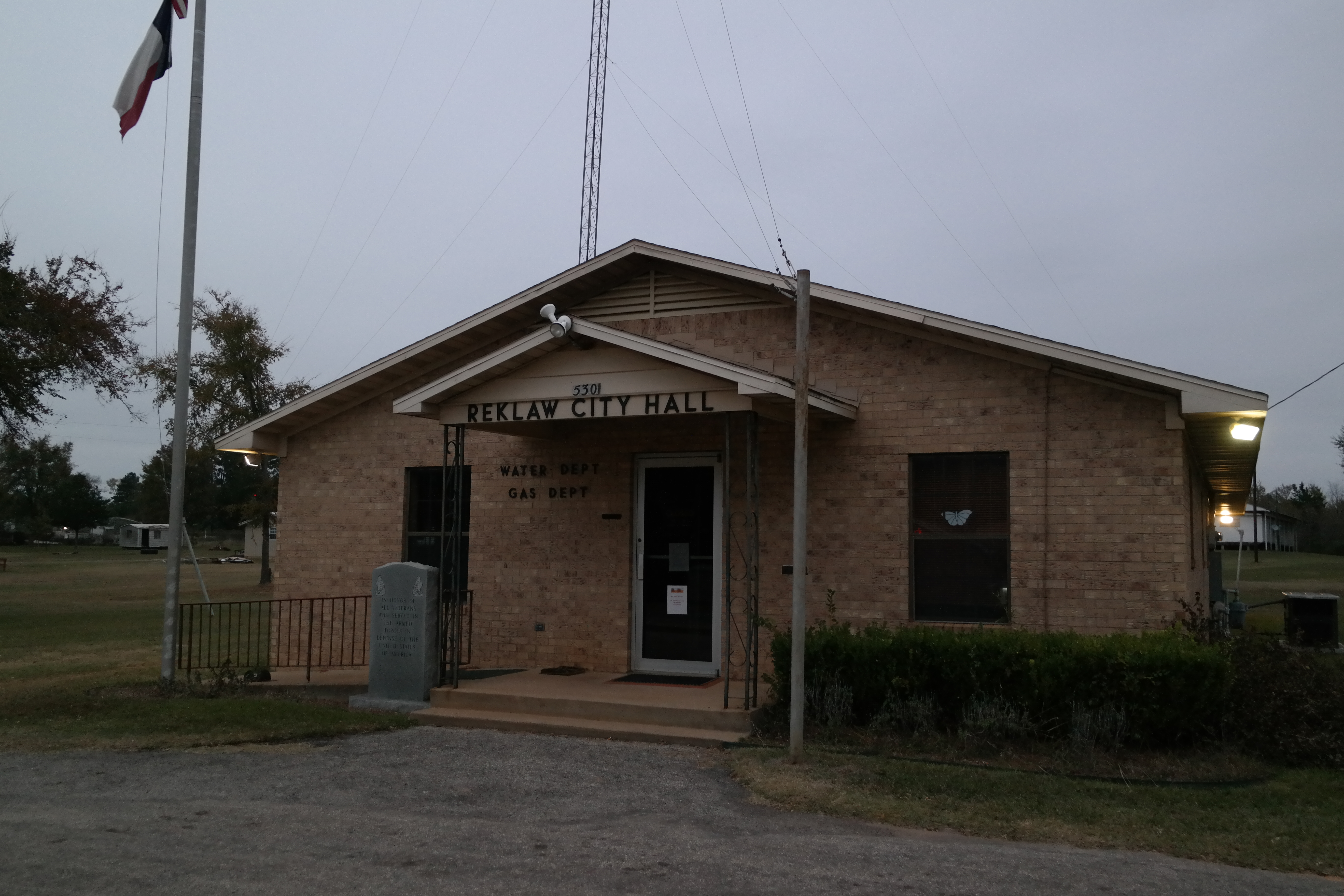
レックロー市役所（2014年）

## 気候
この地域の気候は、暑く湿気の多い夏と、一般的に穏やかから涼しい冬が特徴である。ケッペンの気候区分では温暖湿潤気候（Cfa）に分類される。

## 住民
2020年国勢調査によると人口は322人である。人種別だと白人が約7割、次いでヒスパニックが約2割を占める。
| 人種 / 民族 (NH = 非ヒスパニック)           | 人口 | 割合   |
| ------------------------------------------- | ---- | ------ |
| 白人 (NH)                                   | 229  | 68.98% |
| アフリカ系アメリカ人 (NH)                   | 28   | 8.43%  |
| ネイティブ・アメリカン・アラスカ先住民 (NH) | 1    | 0.30%  |
| アジア系アメリカ人 (NH)                     | 1    | 0.30%  |
| 太平洋諸島系 (NH)                           | 0    | 0.00%  |
| その他の人種 (NH)                           | 0    | 0.00%  |
| 混血 (NH)                                   | 5    | 1.51%  |
| ヒスパニック/ラテン系アメリカ人             | 68   | 20.48% |
| 合計                                        | 332  | 100%   |

## 教育
レックローはラスク独立学区が管轄している。

## 郵便

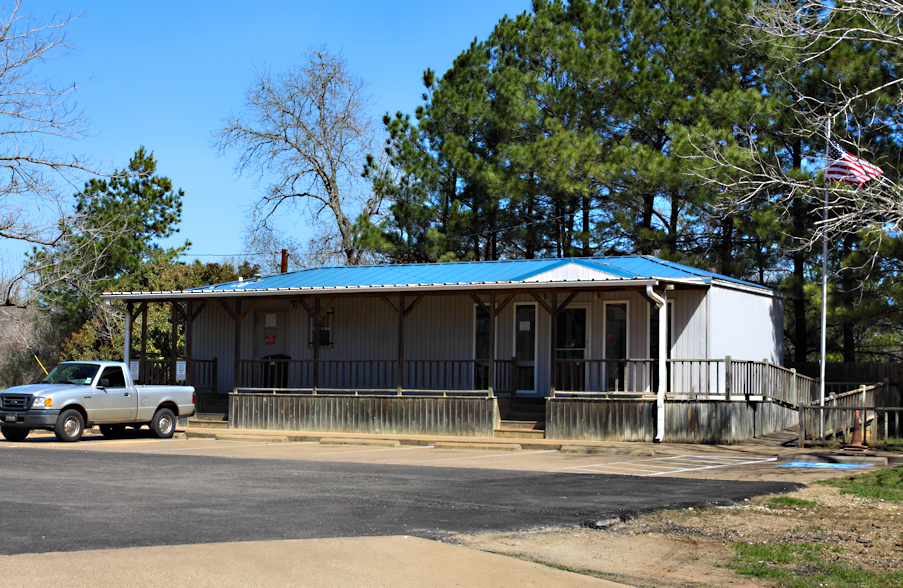
レックロー郵便局

アメリカ合衆国郵便公社はレックローに郵便局を開設し、市民および近郊の住民にサービスを提供している